# Brescia Calcio 2024-2025
Questa voce raccoglie le informazioni riguardanti il Brescia Calcio nelle competizioni ufficiali della stagione 2024-2025.

## Stagione
Il Brescia disputa la 66ª stagione della propria storia in Serie B. Rolando Maran viene confermato alla guida tecnica, prolungando il contratto fino a giugno 2026.
La squadra esordisce l'11 agosto nei trentaduesimi di Coppa Italia battendo il Venezia, accedendo così ai sedicesimi. Il Brescia inizia il campionato con due turni casalinghi consecutivi, nei quali ottiene una vittoria contro il Palermo e una sconfitta contro il Cittadella. Nella prima trasferta della stagione, la squadra incappa nella seconda sconfitta consecutiva patita dalla Reggiana. Alla quarta giornata arriva la prima vittoria esterna della stagione ottenuta sul campo del Südtirol, bissata dalla vittoria interna sul Frosinone alla quinta giornata.
Dopo una sconfitta sul campo del Pisa capolista e l'eliminazione ai sedicesimi di Coppa Italia per mano del Monza, la squadra raggiunge il terzo posto in classifica dopo la vittoria sulla Cremonese della 7ª giornata. All'8ª giornata arriva il primo pareggio stagionale ottenuto sul campo del Mantova che mantiene il Brescia in zona play-off al quinto posto della graduatoria, seguito da due sconfitte consecutive con Sassuolo e Cesena che fanno scivolare la squadra a metà classifica. Alla 12ª giornata, il Brescia rientra in zona play-off dopo la vittoria sul campo della Sampdoria, per poi essere sconfitta in casa dal Cosenza. Dopo la 16ª giornata, a seguito degli scarsi risultati ottenuti nelle ultime partite, con la squadra senza vittorie da più di un mese, Maran viene sollevato dall'incarico e al suo posto viene ingaggiato Pierpaolo Bisoli. Il girone d'andata termina con la squadra in 	13ª posizione, senza vittorie da sette giornate e reduce da tre pareggi consecutivi colti dalla nuova guida tecnica nelle ultime tre giornate.
Il girone di ritorno inizia con un pareggio sul campo della Cremonese nell'ultima partita del 2024, che porta a quattro la serie di pareggi consecutivi. Tra la 21ª e la 22ª giornata arrivano anche il quinto e il sesto pareggio di fila, ottenuti contro Sampdoria e Bari. Alla 23ª giornata, la squadra incappa in una pesante sconfitta interna per mano del Catanzaro, ritrovandosi in piena zona retrocessione a soli tre punti dai play-out. Nella giornata di martedì 28 gennaio, Pierpaolo Bisoli viene esonerato e al suo posto viene richiamato Rolando Maran. Alla 24ª giornata, nella prima partita dopo il ritorno di Maran, il Brescia torna alla vittoria dopo tre mesi battendo la Carrarese in trasferta. A 10 giornate dalla fine del torneo, la squadra si trova in piena zona retrocessione, con la vittoria casalinga che manca da 5 mesi e con l'incapacità di andare in rete che dura da 405 minuti. Alla 29ª giornata arriva un altro pareggio casalingo ottenuto con il Cesena nel quale il Brescia torna a segnare, ma che allunga ulteriormente la striscia di partite casalinghe senza vittorie. A seguito della sconfitta nello scontro diretto della 30ª giornata maturata sul campo del Frosinone, la squadra si ritrova, per la prima volta in stagione, in zona play-out al 17º posto in classifica. Il Brescia torna alla vittoria alla 31ª giornata battendo lo Spezia in trasferta a distanza di quasi due mesi dall'ultimo successo, perdendo tuttavia la gara successiva nello scontro diretto del Rigamonti contro il Mantova e restando in piena zona play-out. Tra la 36ª e la 38ª giornata la squadra infila tre risultati utili consecutivi ottenendo cinque punti, vincendo in casa del Cittadella, pareggiando in casa con la Juve Stabia e pareggiando in casa del Modena. Il 13 maggio, vincendo il recupero della 34ª giornata nella gara casalinga contro la Reggiana, il Brescia arriva a parimerito con il Frosinone al 15º posto, conquistando la salvezza diretta per la differenza reti negli scontri diretti con quest'ultimo.
Nella giornata di domenica 18 maggio, numerosi organi di stampa riportano la notizia di una possibile penalizzazione di 4 punti per il Brescia con conseguente retrocessione in Serie C, a seguito di presunti mancati pagamenti dei contributi IRPEF ed INPS riguardanti gli stipendi dei mesi di dicembre e gennaio riscontrati dalla Covisoc dopo una verifica all'agenzia delle entrate. Come conseguenza immediata, la Lega Serie B decreta il rinvio a data da destinarsi delle gare di play-out tra Salernitana e Frosinone. Nei giorni seguenti, la società dichiara di avere regolarmente acquistato dei crediti d'imposta dalla società Alfieri spv per il pagamento dei suddetti contributi che tuttavia risultano inesistenti, ritenendosi truffata. Il 22 maggio, il Brescia Calcio e il patron Massimo Cellino vengono deferiti dalla procura della FIGC per presunte irregolarità nei pagamenti di stipendi e contributi, fissando l'udienza per il 29 maggio. Da tale udienza, il Tribunale Federale Nazionale sanziona il Brescia con 8 punti di penalizzazione, dei quali 4 da scontare nella corrente stagione sportiva più altri 4 da scontare nella prima stagione utile, declassando la squadra al terzultimo posto della classifica del campionato corrente con conseguente retrocessione in Serie C. Vengono inoltre comminati sei mesi di inibizione per il presidente Massimo Cellino e altrettanti per il consigliere delegato Edoardo Cellino.
Al termine ultimo del 6 giugno, la società non ottempera alle scadenze federali riguardanti i pagamenti degli stipendi dei propri tesserati degli ultimi due mesi, portando il Brescia verso l'esclusione dai campionati professionistici e ad un eventuale concordato fallimentare.
L'11 giugno la Lega Serie B rende ufficiale la classifica finale della stagione includendo la penalizzazione di 4 punti del Brescia.

## Divise e sponsor
Gli sponsor tecnici per la stagione 2024-2025 sono: Kappa, K-Sport e Sixtus.it. Per il secondo anno consecutivo il main sponsor è il Gruppo DAC, a cui si aggiungono Pardgroup (collocato sulla manica sinistra), Le Stagioni D'Italia (collocato sul retro della maglia), Intesa Sanpaolo ed Eat Pink.
La terza maglia, progettata in collaborazione con Fondazione Brescia Musei, è dedicata alla Vittoria Alata: su sfondo blu navy la V tradizionalmente bianca presenta la conformazione delle ali bronzee della scultura conservata nel Parco Archeologico cittadino. Le terze maglie usate in campionato sono poi messe all'asta per la Fondazione Brescia Musei.
| Casa | Trasferta | Terza divisa |

## Organigramma societario
Aggiornato al 26 febbraio 2025
Area direttiva
- Presidente: Massimo Cellino
- Consiglieri di amministrazione: Edoardo Cellino, Nicolò Pio Barattieri Di San Pietro, Stefano Midolo, Luigi Micheli (fino al 26 febbraio)[47]
- Direttore generale: Luigi Micheli (fino al 26 febbraio)[48], Andrea Mastropasqua (dal 26 febbraio)[48]
- Segretario generale: Andrea Mastropasqua (fino al 26 febbraio)[48]
- Segretaria di presidenza: Stefania Arca
- Segretario sportivo: Simone Praticò
- Direttore sportivo: Renzo Castagnini

Area tecnica
- Allenatore: Rolando Maran (1ª-16ª / 24ª-38ª), Pierpaolo Bisoli (17ª-23ª)
- Allenatore in seconda: Christian Maraner (1ª-16ª / 24ª-38ª), Giuseppe Angelini (17ª-23ª)
- Preparatore dei portieri: Massimo Lotti
- Match analyst: Davide Farina[N 2][49] (1ª-16ª), Davide Bisoli (17ª-23ª)
- Preparatore atletico: Luigi Posenato, Andrea Tonelli (1ª-16ª / 24ª-38ª)
- Collaboratore tecnico: Davide Farina[N 2][50] (17ª-38ª)

Area sanitaria
- Responsabile sanitario: Ermes Rosa
- Fisioterapisti: Gabriele Crescini, Alessandro Saleri, Riccardo Raccagni

## Rosa
- Aggiornata al 1º febbraio 2025[46]

| N. |                      | Ruolo | Calciatore       |
| -- | -------------------- | ----- | ---------------- |
| 1  | Italia (bandiera)    | P     | Luca Lezzerini   |
| 4  | Italia (bandiera)    | C     | Fabrizio Paghera |
| 5  | Italia (bandiera)    | D     | Gabriele Calvani |
| 6  | Belgio (bandiera)    | C     | Matthias Verreth |
| 7  | Croazia (bandiera)   | A     | Ante Matej Jurić |
| 8  | Islanda (bandiera)   | C     | Birkir Bjarnason |
| 9  | Italia (bandiera)    | A     | Flavio Bianchi   |
| 11 | Italia (bandiera)    | A     | Gabriele Moncini |
| 12 | Italia (bandiera)    | P     | Michele Avella   |
| 14 | Italia (bandiera)    | C     | Giacomo Maucci   |
| 15 | Italia (bandiera)    | D     | Andrea Cistana   |
| 16 | Australia (bandiera) | A     | Trent Buhagiar   |
| 16 | Italia (bandiera)    | A     | Luca D'Andrea    |
| 18 | Svezia (bandiera)    | D     | Alexander Jallow |

| N. |                    | Ruolo | Calciatore                |
| -- | ------------------ | ----- | ------------------------- |
| 19 | Italia (bandiera)  | D     | Niccolò Corrado           |
| 20 | Italia (bandiera)  | C     | Patrick Nuamah            |
| 21 | Italia (bandiera)  | C     | Riccardo Fogliata         |
| 22 | Italia (bandiera)  | P     | Lorenzo Andrenacci        |
| 23 | Italia (bandiera)  | C     | Nicolas Galazzi           |
| 24 | Italia (bandiera)  | D     | Lorenzo Dickmann          |
| 25 | Italia (bandiera)  | C     | Dimitri Bisoli (capitano) |
| 26 | Italia (bandiera)  | C     | Massimo Bertagnoli        |
| 27 | Italia (bandiera)  | C     | Giacomo Olzer             |
| 28 | Italia (bandiera)  | D     | Davide Adorni             |
| 29 | Italia (bandiera)  | A     | Gennaro Borrelli          |
| 32 | Italia (bandiera)  | D     | Andrea Papetti            |
| 33 | Albania (bandiera) | D     | Zylyf Muça                |
| 39 | Italia (bandiera)  | C     | Michele Besaggio          |

## Calciomercato

### Sessione estiva (dall'1/7 al 30/8)
| Acquisti         | Acquisti               | Acquisti       | Acquisti                |
| R.               | Nome                   | da             | Modalità                |
| ---------------- | ---------------------- | -------------- | ----------------------- |
| D                | Gabriele Calvani       | Genoa          | prestito                |
| D                | Niccolò Corrado        | Ternana        | definitivo              |
| D                | Elia Maccherini Tonini | Carrarese      | fine prestito           |
| D                | Corrado Riviera        | Corticella     | fine prestito           |
| C                | Matthias Verreth       | Willem II      | definitivo              |
| A                | Trent Buhagiar         | Newcastle Jets | definitivo              |
| A                | Ante Matej Jurić       | HNK Gorica     | definitivo              |
| Altre operazioni |                        |                |                         |
| R.               | Nome                   | da             | Modalità                |
| P                | Michele Avella         | Frosinone      | riscatto del cartellino |
| D                | Lorenzo Dickmann       | SPAL           | riscatto del cartellino |
| A                | Gennaro Borrelli       | Frosinone      | riscatto del cartellino |

| Cessioni | Cessioni                | Cessioni  | Cessioni      |
| R.       | Nome                    | a         | Modalità      |
| -------- | ----------------------- | --------- | ------------- |
| D        | Raffaele Cartano        | Carrarese | fine prestito |
| D        | Mohamed Fares           | Lazio     | fine prestito |
| D        | Matthieu Huard          |           | svincolato    |
| D        | Massimiliano Mangraviti | Cesena    | definitivo    |
| D        | Corrado Riviera         | Renate    | definitivo    |
| C        | Tom van de Looi         |           | svincolato    |
| A        | Matteo Ferro            | Lumezzane | definitivo    |

### Trasferimenti tra le sessioni
| Cessioni | Cessioni               | Cessioni  | Cessioni |
| R.       | Nome                   | a         | Modalità |
| -------- | ---------------------- | --------- | -------- |
| D        | Elia Maccherini Tonini | Desenzano | prestito |

### Sessione invernale(dal 2/1 al 3/2)
| Acquisti | Acquisti      | Acquisti | Acquisti |
| R.       | Nome          | da       | Modalità |
| -------- | ------------- | -------- | -------- |
| A        | Luca D'Andrea | Sassuolo | prestito |

| Cessioni | Cessioni         | Cessioni | Cessioni                |
| R.       | Nome             | a        | Modalità                |
| -------- | ---------------- | -------- | ----------------------- |
| C        | Fabrizio Paghera | SPAL     | definitivo              |
| A        | Trent Buhagiar   |          | risoluzione consensuale |

## Risultati

### Serie B

#### Girone di andata
| Arbitro: | Aureliano (Bologna) |

|            |           |  |
| Adorni 90’ | Marcatori |  |

| Arbitro: | Galipò (Firenze) |

|  |           |               |
|  | Marcatori | 63’ Carissoni |

| Arbitro: | Sacchi (Macerata) |

|                         |           |  |
| Maggio 5’ Portanova 86’ | Marcatori |  |

| Arbitro: | Rutella (Enna) |

|                   |           |                        |
| Odogwu 85’ (rig.) | Marcatori | 12’ Adorni 60’ Corrado |

| Arbitro: | Ghersini (Genova) |

|                                            |           |  |
| Jurić 7’, 19’ Olzer 35’ Moncini 83’ (rig.) | Marcatori |  |

| Arbitro: | Fourneau (Roma 1) |

|                          |           |             |
| Piccinini 2’ Tramoni 78’ | Marcatori | 48’ Moncini |

| Arbitro: | Ayroldi (Molfetta) |

|                                      |           |                         |
| Besaggio 6’ Borrelli 34’ Verreth 39’ | Marcatori | 70’ Nasti 81’ Buonaiuto |

| Arbitro: | Fabbri (Ravenna) |

|                 |           |              |
| Debenedetti 82’ | Marcatori | 49’ Borrelli |

| Arbitro: | Prontera (Bologna) |

|                            |           |                                                               |
| Fogliata 20’ Bjarnason 83’ | Marcatori | 2’ Boloca 55’ Volpato 57’ Laurienté 81’ Iannoni 90+3’ Pierini |

| Arbitro: | Bonacina (Bergamo) |

|                                |           |  |
| Shpendi 13’ (rig.), 53’ (rig.) | Marcatori |  |

| Arbitro: | Manganiello (Pinerolo) |

|             |           |              |
| Verreth 52’ | Marcatori | 32’ Di Serio |

| Arbitro: | Arena (Torre del Greco) |

|  |           |               |
|  | Marcatori | 69’ Bjarnason |

| Arbitro: | Santoro (Messina) |

|                           |           |                                                |
| Bjarnason 77’ Bianchi 90’ | Marcatori | 34’ Zilli 45+1’ (rig.) Mazzocchi 90+5’ Charlys |

| Castellammare di Stabia 23 novembre 2024, ore 15:00 CET 14ª giornata | Juve Stabia    | 0 – 0 referto | Brescia | Stadio Romeo Menti (3 882 spett.)\| Arbitro: \| Rutella (Enna) \| |
| Arbitro:                                                             | Rutella (Enna) |               |         |                                                                   |

| Arbitro: | Giua (Olbia) |

|            |           |            |
| Galazzi 1’ | Marcatori | 24’ Dorval |

| Arbitro: | Perri (Roma 1) |

|                         |           |               |
| Biasci 43’ Bonini 90+8’ | Marcatori | 20’ Bjarnason |

| Brescia 15 dicembre 2024, ore 15:00 CET 17ª giornata | Brescia            | 0 – 0 referto | Carrarese | Stadio Mario Rigamonti (3 775 spett.)\| Arbitro: \| Monaldi (Macerata) \| |
| Arbitro:                                             | Monaldi (Macerata) |               |           |                                                                           |

| Salerno 20 dicembre 2024, ore 20:30 CET 18ª giornata | Salernitana        | 0 – 0 referto | Brescia | Stadio Arechi (8 616 spett.)\| Arbitro: \| Bonacina (Bergamo) \| |
| Arbitro:                                             | Bonacina (Bergamo) |               |         |                                                                  |

| Arbitro: | Zufferli (Udine) |

|                                            |           |                                    |
| Verreth 34’ Cistana 50’ Magnino 83’ (aut.) | Marcatori | 16’ Gerli 45’ Santoro 88’ Bozhanaj |

#### Girone di ritorno
| Arbitro: | Rutella (Enna) |

|             |           |               |
| Vázquez 60’ | Marcatori | 90+6’ Moncini |

| Arbitro: | Massa (Imperia) |

|             |           |          |
| Moncini 51’ | Marcatori | 33’ Coda |

| Arbitro: | Arena (Torre del Greco) |

|                      |           |                        |
| Lella 1’ Bellomo 41’ | Marcatori | 30’ Bianchi 65’ Bisoli |

| Arbitro: | Ferrieri Caputi (Livorno) |

|                       |           |                                |
| Nuamah 5’ Bianchi 86’ | Marcatori | 11’ Iemmello 68’, 90+7’ Bonini |

| Arbitro: | Scatena (Avezzano) |

|             |           |                                      |
| Cicconi 75’ | Marcatori | 41’ Bertagnoli 45+6’ (rig.) Borrelli |

| Brescia 7 febbraio 2025, ore 20:30 CET 25ª giornata | Brescia           | 0 – 0 referto | Salernitana | Stadio Mario Rigamonti (5 009 spett.)\| Arbitro: \| Santoro (Messina) \| |
| Arbitro:                                            | Santoro (Messina) |               |             |                                                                          |

| Arbitro: | Tremolada (Monza) |

|                          |           |  |
| Lovato 34’ Laurienté 73’ | Marcatori |  |

| Brescia 23 febbraio 2025, ore 15:00 CET 27ª giornata | Brescia      | 0 – 0 referto | Südtirol | Stadio Mario Rigamonti (4 180 spett.)\| Arbitro: \| Giua (Olbia) \| |
| Arbitro:                                             | Giua (Olbia) |               |          |                                                                     |

| Arbitro: | Perri (Roma 1) |

|                       |           |  |
| Pohjanpalo 87’ (rig.) | Marcatori |  |

| Arbitro: | Galipò (Firenze) |

|            |           |                    |
| Adorni 45’ | Marcatori | 50’ (aut.) Calvani |

| Arbitro: | Rutella (Enna) |

|                             |           |             |
| Kvernadze 16’ Ghedjemis 61’ | Marcatori | 42’ Moncini |

| Arbitro: | Feliciani (Teramo) |

|  |           |             |
|  | Marcatori | 4’ Borrelli |

| Arbitro: | Di Marco (Ciampino) |

|             |           |                             |
| Borrelli 7’ | Marcatori | 50’ Brignani 90+5’ Radaelli |

| Arbitro: | Prontera (Bologna) |

|             |           |                     |
| Zilli 90+3’ | Marcatori | 26’ (aut.) Florenzi |

| Arbitro: | Ghersini (Genova) |

|                         |           |             |
| Bianchi 25’ Verreth 81’ | Marcatori | 45+3’ Girma |

| Arbitro: | Massimi (Termoli) |

|             |           |                       |
| Jurić 90+4’ | Marcatori | 12’ Tramoni 79’ Touré |

| Arbitro: | Pezzuto (Lecce) |

|  |           |              |
|  | Marcatori | 32’ Borrelli |

| Brescia 4 maggio 2025, ore 15:00 CEST 37ª giornata | Brescia            | 0 – 0 referto | Juve Stabia | Stadio Mario Rigamonti (5 315 spett.)\| Arbitro: \| Marinelli (Tivoli) \| |
| Arbitro:                                           | Marinelli (Tivoli) |               |             |                                                                           |

| Arbitro: | Santoro (Messina) |

|                       |           |                             |
| Caso 28’ Di Pardo 67’ | Marcatori | 25’ (aut.) Cauz 89’ Calvani |

### Coppa Italia

#### Turni eliminatori
| Arbitro: | Ferrieri Caputi (Livorno) |

|                             |           |           |
| Borrelli 14’ Olzer 46’, 82’ | Marcatori | 89’ Idzes |

| Arbitro: | Dionisi (L'Aquila) |

|                                                 |           |            |
| Kyriakopoulos 5’ Pessina 11’ Caprari 40’ (rig.) | Marcatori | 68’ Nuamah |

## Statistiche

### Statistiche di squadra
- Aggiornate al 13 maggio 2025

| Competizione | Punti | In casa | In casa | In casa | In casa | In casa | In casa | In trasferta | In trasferta | In trasferta | In trasferta | In trasferta | In trasferta | Totale | Totale | Totale | Totale | Totale | Totale | DR |
| Competizione | Punti | G       | V       | N       | P       | Gf      | Gs      | G            | V            | N            | P            | Gf           | Gs           | G      | V      | N      | P      | Gf     | Gs     | DR |
| ------------ | ----- | ------- | ------- | ------- | ------- | ------- | ------- | ------------ | ------------ | ------------ | ------------ | ------------ | ------------ | ------ | ------ | ------ | ------ | ------ | ------ | -- |
| Serie B      | 43    | 19      | 4       | 9       | 6       | 25      | 26      | 19           | 5            | 7            | 7            | 17           | 22           | 38     | 9      | 16     | 13     | 42     | 48     | -6 |
| Coppa Italia |       | 1       | 1       | 0       | 0       | 3       | 1       | 1            | 0            | 0            | 1            | 1            | 3            | 2      | 1      | 0      | 1      | 4      | 4      | 0  |
| Totale       |       | 20      | 5       | 9       | 6       | 28      | 27      | 20           | 5            | 7            | 8            | 18           | 25           | 40     | 10     | 16     | 14     | 46     | 52     | -6 |

### Andamento in campionato
N.B.: La 34ª giornata è stata posticipata al 13 maggio, diventando de facto l'ultima giornata di campionato. Ciò che viene indicato nella casella di tale giornata indica pertanto la posizione finale raggiunta dalla squadra al termine della stagione.
| Giornata  | 1 | 2 | 3  | 4 | 5 | 6 | 7 | 8 | 9 | 10 | 11 | 12 | 13 | 14 | 15 | 16 | 17 | 18 | 19 | 20 | 21 | 22 | 23 | 24 | 25 | 26 | 27 | 28 | 29 | 30 | 31 | 32 | 33 | 34 | 35 | 36 | 37 | 38 |
| --------- | - | - | -- | - | - | - | - | - | - | -- | -- | -- | -- | -- | -- | -- | -- | -- | -- | -- | -- | -- | -- | -- | -- | -- | -- | -- | -- | -- | -- | -- | -- | -- | -- | -- | -- | -- |
| Luogo     | C | C | T  | T | C | T | C | T | C | T  | C  | T  | C  | T  | C  | T  | C  | T  | C  | T  | C  | T  | C  | T  | C  | T  | C  | T  | C  | T  | T  | C  | T  | C  | C  | T  | C  | T  |
| Risultato | V | P | P  | V | V | P | V | N | P | P  | N  | V  | P  | N  | N  | P  | N  | N  | N  | N  | N  | N  | P  | V  | N  | P  | N  | P  | N  | P  | V  | P  | N  | V  | P  | V  | N  | N  |
| Posizione | 5 | 8 | 12 | 6 | 2 | 6 | 3 | 5 | 6 | 9  | 9  | 6  | 6  | 7  | 8  | 10 | 10 | 12 | 13 | 13 | 13 | 13 | 15 | 11 | 12 | 13 | 12 | 14 | 14 | 17 | 13 | 16 | 14 | 15 | 15 | 15 | 16 | 15 |

Fonte:  Classifica, su sport.sky.it.
Legenda:

Luogo: C = Casa; T = Trasferta. Risultato: V = Vittoria; N = Pareggio; P = Sconfitta.

### Statistiche dei giocatori
- NB: per i portieri vengono contate le reti subite
- Aggiornate al 13 maggio 2025

| Giocatore     | Serie B  | Serie B | Serie B     | Serie B    | Coppa Italia | Coppa Italia | Coppa Italia | Coppa Italia | Totale   | Totale | Totale      | Totale     |
| Giocatore     | Presenze | Reti    | Ammonizioni | Espulsioni | Presenze     | Reti         | Ammonizioni  | Espulsioni   | Presenze | Reti   | Ammonizioni | Espulsioni |
| ------------- | -------- | ------- | ----------- | ---------- | ------------ | ------------ | ------------ | ------------ | -------- | ------ | ----------- | ---------- |
| D. Adorni     | 36       | 3       | 11          | 0          | 1            | 0            | 0            | 0            | 37       | 3      | 11          | 0          |
| M. Avella     | 0        | 0       | 0           | 0          | 0            | 0            | 0            | 0            | 0        | 0      | 0           | 0          |
| L. Andrenacci | 1        | 0       | 0           | 0          | 1            | 0            | 0            | 0            | 2        | 0      | 0           | 0          |
| M. Bertagnoli | 28       | 1       | 1           | 0          | 2            | 0            | 0            | 0            | 30       | 1      | 1           | 0          |
| M. Besaggio   | 35       | 1       | 5           | 0          | 0            | 0            | 0            | 0            | 35       | 1      | 5           | 0          |
| F. Bianchi    | 23       | 4       | 2           | 1          | 1            | 0            | 0            | 0            | 24       | 4      | 2           | 1          |
| D. Bisoli     | 30       | 1       | 8           | 0          | 1            | 0            | 0            | 0            | 31       | 1      | 8           | 0          |
| B. Bjarnason  | 27       | 4       | 4           | 0          | 0            | 0            | 0            | 0            | 27       | 4      | 4           | 0          |
| G. Borrelli   | 34       | 6       | 8           | 0          | 2            | 1            | 0            | 0            | 36       | 7      | 8           | 0          |
| T. Buhagiar   | 1        | 0       | 0           | 0          | 1            | 0            | 0            | 0            | 2        | 0      | 0           | 0          |
| G. Calvani    | 20       | 1       | 3           | 0          | 1            | 0            | 0            | 0            | 21       | 1      | 3           | 0          |
| A. Cistana    | 22       | 1       | 2           | 2          | 1            | 0            | 0            | 0            | 23       | 1      | 2           | 2          |
| N. Corrado    | 36       | 1       | 1           | 0          | 2            | 0            | 0            | 0            | 38       | 1      | 1           | 0          |
| L. D'Andrea   | 9        | 0       | 1           | 0          | 0            | 0            | 0            | 0            | 9        | 0      | 1           | 0          |
| L. Dickmann   | 36       | 0       | 10          | 0          | 2            | 0            | 0            | 0            | 38       | 0      | 10          | 0          |
| R. Fogliata   | 6        | 1       | 0           | 0          | 1            | 0            | 0            | 0            | 7        | 1      | 0           | 0          |
| N. Galazzi    | 23       | 1       | 2           | 0          | 1            | 0            | 0            | 0            | 24       | 1      | 2           | 0          |
| A. Jallow     | 33       | 0       | 2           | 0          | 2            | 0            | 0            | 0            | 35       | 0      | 2           | 0          |
| A. M. Jurić   | 30       | 3       | 6           | 0          | 2            | 0            | 0            | 0            | 32       | 3      | 6           | 0          |
| L. Lezzerini  | 37       | -46     | 3           | 0          | 1            | -1           | 0            | 0            | 38       | -47    | 3           | 0          |
| G. Maucci     | 0        | 0       | 0           | 0          | 0            | 0            | 0            | 0            | 0        | 0      | 0           | 0          |
| G. Moncini    | 24       | 5       | 2           | 1          | 1            | 0            | 0            | 0            | 25       | 5      | 2           | 1          |
| Z. Muça       | 1        | 0       | 1           | 0          | 0            | 0            | 0            | 0            | 1        | 0      | 1           | 0          |
| P. Nuamah     | 23       | 1       | 3           | 0          | 1            | 1            | 0            | 0            | 24       | 2      | 3           | 0          |
| G. Olzer      | 25       | 1       | 4           | 0          | 2            | 2            | 0            | 0            | 27       | 3      | 4           | 0          |
| F. Paghera    | 6        | 0       | 2           | 0          | 2            | 0            | 1            | 0            | 8        | 0      | 3           | 0          |
| A. Papetti    | 17       | 0       | 2           | 0          | 2            | 0            | 1            | 0            | 19       | 0      | 3           | 0          |
| M. Verreth    | 32       | 4       | 8           | 0          | 2            | 0            | 0            | 0            | 34       | 4      | 8           | 0          |

### Annotazioni
1. ↑  Declassato dal 15º al 18º posto a seguito della penalizzazione di 4 punti del 29 maggio 2025 su delibera del Tribunale Federale Nazionale
2. 1 2  Ricopre il ruolo di match analyst fino alla 16ª giornata, ricoprendo poi il ruolo di collaboratore tecnico all'arrivo di Pierpaolo Bisoli alla guida tecnica.
3. 1 2  Ceduto durante la sessione invernale di calciomercato
4. 1 2  Aggregato dalla squadra Primavera a gennaio 2025
5. 1 2  Risolve consensualmente il contratto a gennaio 2025
6. 1 2  Acquistato durante la sessione invernale di calciomercato
7. 1 2  Inizialmente prevista per il 21 aprile, la 34ª giornata del campionato di Serie B è stata rinviata al 13 maggio a seguito della sospensione dei campionati disposta per la morte di papa Francesco

### Fonti
1. ↑   Stadio Rigamonti, su bresciacalcio.it. URL consultato il 27 giugno 2024.
2. ↑   Maran prolunga il contratto con il Brescia, su bresciacalcio.it, 24 maggio 2024. URL consultato il 27 giugno 2024.
3. ↑   Coppa Italia, il Brescia fa il colpaccio: Venezia ko 3-1 ed eliminato, su sportmediaset.mediaset.it, 11 agosto 2024. URL consultato l'11 agosto 2024.
4. ↑   Brescia-Palermo 1-0: rosanero battuti nel finale, su rainews.it, 16 agosto 2024. URL consultato il 16 agosto 2024.
5. ↑   Il Cittadella gela il Rigamonti: Brescia battuto di misura, su bresciatoday.it, 24 agosto 2024. URL consultato il 25 agosto 2024.
6. ↑   Brescia, due schiaffi dalla Reggiana, su bresciasport.net, 27 agosto 2024. URL consultato il 27 agosto 2024.
7. ↑   A Bolzano il Brescia archivia la crisi, due gol al Sudtirol, su brescia.corriere.it, 31 agosto 2024. URL consultato il 1º settembre 2024.
8. ↑   Un grande Brescia spazza via il Frosinone, su bresciasport.net, 14 settembre 2024. URL consultato il 14 settembre 2024.
9. ↑   Pisa-Brescia 2-1 - Piccinini e Tramoni regalano la vittoria ai nerazzurri, su pisatoday.it, 21 settembre 2024. URL consultato il 1º ottobre 2024.
10. ↑   Calcio: Coppa Italia, Brescia ko 3-1 e Monza agli ottavi, su ansa.it, 26 settembre 2024. URL consultato il 27 settembre 2024.
11. ↑   Il Brescia batte la Cremonese e vola al terzo posto, su sport.quotidiano.net, 30 settembre 2024. URL consultato il 1º ottobre 2024.
12. ↑   Brescia, il derby con il Mantova consegna la prima "x" stagionale, su bresciaoggi.it, 6 ottobre 2024. URL consultato il 7 ottobre 2024.
13. ↑   Show del Sassuolo, ne segna cinque e sbanca Brescia, su gazzettadimodena.it, 19 ottobre 2024. URL consultato il 19 ottobre 2024.
14. ↑   Il Brescia perde a Cesena 2-0: decidono 2 rigori, su elivebrescia.tv, 26 ottobre 2024. URL consultato il 26 ottobre 2024.
15. ↑   Il Brescia piega di misura la Samp e torna in zona play-off, su bresciaoggi.it, 3 novembre 2024. URL consultato il 3 novembre 2024.
16. ↑   Brescia, che beffa: Charlys regala il 3-2 al Cosenza al 95’, su giornaledibrescia.it, 9 novembre 2024. URL consultato il 9 novembre 2024.
17. ↑   Comunicato ufficiale, su bresciacalcio.it, 9 dicembre 2024. URL consultato il 9 dicembre 2024.
18. ↑   Pierpaolo Bisoli è il nuovo allenatore del Brescia, su bresciacalcio.it, 9 dicembre 2024. URL consultato il 9 dicembre 2024.
19. ↑   La coperta corta, su bresciaingol.com, 26 dicembre 2024. URL consultato il 27 dicembre 2024.
20. ↑   Cremonese, la beffa arriva al 96': il Brescia si salva in 10 con la rovesciata di Moncini, su gazzetta.it, 29 dicembre 2024. URL consultato il 29 dicembre 2024.
21. ↑   Il Brescia domina ma con la Samp è 1-1: Moncini risponde a Coda, su giornaledibrescia.it, 12 gennaio 2025. URL consultato il 12 gennaio 2025.
22. ↑   Bari - Brescia finisce 2-2 : San Nicola esploso per il gol di Lella al 1° minuto di gioco ma non basta, su lagazzettadelmezzogiorno.it, 18 gennaio 2025. URL consultato il 18 gennaio 2025.
23. ↑   Il Brescia crolla in casa contro il Catanzaro: primo ko dell'era Bisoli, su bresciaoggi.it, 26 gennaio 2025. URL consultato il 26 gennaio 2025.
24. ↑   Rolando Maran ritorna sulla panchina delle rondinelle, su bresciacalcio.it, 28 gennaio 2025. URL consultato il 28 gennaio 2025.
25. ↑   Il Brescia torna a vincere dopo tre mesi: Carrarese piegata 2-1, su giornaledibrescia.it, 2 febbraio 2025. URL consultato il 2 febbraio 2025.
26. ↑   Brescia, 405’ senza segnare un gol: ora la classifica è horror, su giornaledibrescia.it, 3 marzo 2025. URL consultato il 4 marzo 2025.
27. ↑   Brescia, col Cesena un pari che alimenta ulteriormente la paura, su giornaledibrescia.it, 9 marzo 2025. URL consultato il 9 marzo 2025.
28. ↑   Brescia, altro passo indietro: il ko con il Frosinone fa piombare i biancazzurri in zona play-out, su bresciaoggi.it, 15 marzo 2025. URL consultato il 17 marzo 2025.
29. ↑   Harakiri Spezia, perde in casa col Brescia e la A diretta scappa via, su gazzetta.it, 28 marzo 2025. URL consultato il 29 marzo 2025.
30. ↑   Il Brescia si butta via: sconfitta col Mantova e zona play out, su giornaledibrescia.it, 5 aprile 2025. URL consultato il 5 aprile 2025.
31. ↑   Brescia, colpo salvezza: espugna Cittadella e torna a sperare, su bresciaoggi.it, 1º maggio 2025. URL consultato il 4 maggio 2025.
32. ↑   Pari con la Juve Stabia malgrado l’uomo in più: Brescia in zona play out, su giornaledibrescia.it, 4 maggio 2025. URL consultato il 4 maggio 2025.
33. ↑   Zampata di Calvani: 2-2 a Modena, Brescia padrone del proprio destino, su giornaledibrescia.it, 9 maggio 2025. URL consultato il 9 maggio 2025.
34. ↑   Il Brescia è salvo: con la Reggiana finisce 2-1, su giornaledibrescia.it, 13 maggio 2025. URL consultato il 13 maggio 2025.
35. ↑   Terremoto in B! Brescia verso penalità e retrocessione, Frosinone salvo, playout Samp-Salernitana, su gazzetta.it, 18 maggio 2024. URL consultato il 22 maggio 2024.
36. ↑   Caos B, Brescia rischia la retrocessione. La Samp ora spera, su ansa.it, 18 maggio 2024. URL consultato il 22 maggio 2024.
37. ↑   Comunicato ufficiale N.211 del 18 maggio 2025 (PDF), su legaserieb.it, 18 maggio 2024. URL consultato il 22 maggio 2024.
38. ↑   Caos Brescia, Cellino: "Mi fanno passare per truffaldino, ma io sono la vittima", su sportmediaset.mediaset.it, 22 maggio 2024. URL consultato il 22 maggio 2024.
39. ↑   Brescia e Massimo Cellino, deferimento Figc per violazioni amministrative, su sport.sky.it, 22 maggio 2024. URL consultato il 22 maggio 2024.
40. ↑   Violazioni amministrative: 4 punti di penalizzazione per il Brescia nella corrente stagione sportiva e altri 4 nella prima stagione sportiva a decorrere dal 2025/2026, su figc.it, 29 maggio 2025. URL consultato il 29 maggio 2025.
41. ↑   Il Brescia non paga gli stipendi, verso fallimento, su ansa.it, 6 giugno 2025. URL consultato il 6 giugno 2025.
42. ↑   Comunicato Ufficiale N. 225 dell'11 giugno 2025 (PDF), su legaserieb.it, 11 giugno 2025. URL consultato l'11 giugno 2025.
43. ↑   Sponsor, su bresciacalcio.it. URL consultato il 29 luglio 2024.
44. ↑   La terza maglia del Brescia è dedicata alla Vittoria Alata, su Giornale di Brescia, 9 agosto 2024. URL consultato il 24 agosto 2024.
45. ↑   Organigramma, su bresciacalcio.it. URL consultato il 27 giugno 2024.
46. 1 2   Prima squadra, su bresciacalcio.it. URL consultato il 27 giugno 2024.
47. ↑   Scossone in casa Brescia: Micheli si dimette, su bresciasport.net, 21 febbraio 2025. URL consultato il 27 febbraio 2025.
48. 1 2 3   Brescia Calcio, il nuovo direttore generale è Andrea Mastropasqua, su bresciaoggi.it, 26 febbraio 2025. URL consultato il 27 febbraio 2025.
49. ↑   Ufficiale: il Brescia e Maran allungano fino al 2026, su bresciaingol.com, 24 maggio 2024. URL consultato il 10 dicembre 2024.
«Insieme al tecnico proseguiranno l’avventura l’allenatore in seconda Christian Maraner, i preparatori atletici Andrea Tonelli e Luigi Posenato, l’allenatore dei portieri Massimo Lotti e il Match Analyst Davide Farina.»
50. ↑   Tutti in campo all'allenamento tranne Fogliata, ecco lo staff di Bisoli. Angelini ha plasmato Moncini alla Juventus, su bresciaingol.com, 24 maggio 2024. URL consultato il 10 dicembre 2024.
«Sono rimasti nello staff biancoazzurro il preparatore atletico Luigi Posenato, promosso dopo essere stato il vice di Andrea Tonelli esonerato insieme a Maran e Maraner, il preparatore dei portieri Massimo Lotti e il collaboratore tecnico Davide Farina.»
51. ↑   Giacomo Maucci firma il primo contratto da professionista, su bresciacalcio.it, 10 gennaio 2025. URL consultato il 10 gennaio 2025.
52. ↑   Gabriele Calvani è un nuovo calciatore del Brescia, su bresciacalcio.it, 9 agosto 2024. URL consultato il 9 agosto 2024.
53. ↑   Niccolò Corrado è un calciatore del Brescia, su bresciacalcio.it, 8 luglio 2024. URL consultato l'8 luglio 2024.
54. 1 2   Non riscattato Cartano, rientra Maccherini, su bresciaingol.com, 2 luglio 2024. URL consultato il 3 luglio 2024.
55. ↑  (NL) Verreth verlaat Willem II, su willem-ii.nl, 26 giugno 2024. URL consultato il 29 giugno 2024.
56. ↑   Matthias Verreth è un calciatore del Brescia, su bresciacalcio.it, 1º luglio 2024. URL consultato il 1º luglio 2024.
57. ↑   Trent Buhagiar è un calciatore del Brescia, su bresciacalcio.it, 5 luglio 2024. URL consultato il 5 luglio 2024.
58. ↑   Ante Matej Jurić è un nuovo calciatore del Brescia, su bresciacalcio.it, 6 agosto 2024. URL consultato il 6 agosto 2024.
59. 1 2   Avella e Borrelli sono del Brescia, su bresciacalcio.it, 12 giugno 2024. URL consultato il 27 giugno 2024.
60. ↑   Dickmann è del Brescia, su bresciacalcio.it, 14 giugno 2024. URL consultato il 27 giugno 2024.
61. ↑   Brescia, Huard non rinnova, su sportmediaset.mediaset.it, 26 maggio 2024. URL consultato il 27 giugno 2024.
62. ↑   Massimiliano Mangraviti ceduto al Cesena Football Club, su bresciacalcio.it, 9 luglio 2024. URL consultato il 9 luglio 2024.
63. ↑   Una nuova freccia sulla corsia di sinistra: Corrado Riviera! – A.C. Renate 1947, su acrenate.it, 8 luglio 2024. URL consultato l'8 luglio 2024.
64. ↑   Brescia, ufficiale l'addio di van de Looi, su sportmediaset.mediaset.it, 22 giugno 2024. URL consultato il 27 giugno 2024.
65. ↑   Matteo Ferro ceduto al Football Club Lumezzane, su bresciacalcio.it, 13 luglio 2024. URL consultato il 13 luglio 2024.
66. ↑   Ufficiale: Elia Maccherini è biancoazzurro!, su calciodesenzano.it, 1º ottobre 2024. URL consultato il 25 novembre 2024.
67. ↑   Luca D'Andrea è un nuovo giocatore del Brescia, su bresciacalcio.it, 1º febbraio 2025. URL consultato il 1º febbraio 2025.
68. ↑   Fabrizio Paghera ceduto alla SPAL, su bresciacalcio.it, 31 gennaio 2025. URL consultato il 31 gennaio 2025.
69. ↑   Risoluzione consensuale con il calciatore Trent Anthony Buhagiar, su bresciacalcio.it, 21 gennaio 2025. URL consultato il 21 gennaio 2025.
70. ↑  Inizialmente prevista per il 21 aprile, la 34ª giornata del campionato di Serie B è stata rinviata al 13 maggio a seguito della sospensione dei campionati disposta per la morte di papa Francesco -  Serie B, la 34ª giornata slitta al 13 maggio. A campionato... finito, su gazzetta.it, 21 aprile 2025. URL consultato il 22 aprile 2025.
71. ↑  La gara avrebbe dovuto essere disputata a Venezia, ma a causa dell'inagibilità dello stadio Penzo per lavori di adeguamento alla massima serie, è stata disposta l'inversione di campo -  Comunicato ufficiale n. 7 del 5 luglio 2024 (PDF), su img.legaseriea.it, 5 luglio 2024. URL consultato il 5 luglio 2024.
72. ↑   Serie B, gli orari della 34^ giornata spostata per la morte del Papa, su sport.sky.it, 24 aprile 2025. URL consultato il 10 maggio 2025.